# Nathan Oystrick
Nathan Oystrick (né le 17 décembre 1982 à Regina, Saskatchewan au Canada) est un joueur professionnel canadien de hockey sur glace.

## Carrière de joueur
Après quatre saisons dans les rangs universitaires américain, il se joignit à l'organisation des Thrashers d'Atlanta qui l'avait sélectionné au repêchage de 2002. Il joue pour le club école de ces derniers dans la Ligue américaine de hockey aidant son équipe à remporter le championnat en 2007-2008.
En 2008-2009, il commence la saison avec les Thrashers avant de retourner la saison suivante avec les Wolves. Le 1er mars 2010, les Thrashers l'échange avec un choix conditionnel au repêchage de 2011 aux Ducks d'Anaheim en retour d'Ievgueni Artioukhine.

## Statistiques
| Saison     | Équipe                        | Ligue      |    | Saison régulière | Saison régulière | Saison régulière | Saison régulière | Saison régulière |   | Séries éliminatoires | Séries éliminatoires | Séries éliminatoires | Séries éliminatoires | Séries éliminatoires |
| Saison     | Équipe                        | Ligue      | PJ | B                | A                | Pts              | Pun              | PJ               | B | A                    | Pts                  | Pun                  |                      |                      |
| 1999-2000  | Pat Cdns de Regina            | SMHL       | 43 | 6                | 22               | 28               | 214              | -                | - | -                    | -                    | -                    |                      |                      |
| 2000-2001  | Eagles de South Surrey        | LHCB       | 60 | 9                | 35               | 44               | 224              | -                | - | -                    | -                    | -                    |                      |                      |
| 2001-2002  | Eagles de South Surrey        | LHCB       | 50 | 15               | 42               | 57               | 148              | -                | - | -                    | -                    | -                    |                      |                      |
| 2002-2003  | Wildcats de Northern Michigan | NCAA       | 34 | 2                | 10               | 12               | 26               | -                | - | -                    | -                    | -                    |                      |                      |
| 2003-2004  | Wildcats de Northern Michigan | NCAA       | 39 | 8                | 20               | 28               | 98               | -                | - | -                    | -                    | -                    |                      |                      |
| 2004-2005  | Wildcats de Northern Michigan | NCAA       | 40 | 7                | 13               | 20               | 87               | -                | - | -                    | -                    | -                    |                      |                      |
| 2005-2006  | Wildcats de Northern Michigan | NCAA       | 38 | 9                | 20               | 29               | 58               | -                | - | -                    | -                    | -                    |                      |                      |
| 2005-2006  | Wolves de Chicago             | LAH        | 2  | 0                | 1                | 1                | 4                | -                | - | -                    | -                    | -                    |                      |                      |
| 2006-2007  | Wolves de Chicago             | LAH        | 80 | 15               | 32               | 47               | 105              | 15               | 0 | 6                    | 6                    | 16                   |                      |                      |
| 2007-2008  | Wolves de Chicago             | LAH        | 80 | 15               | 28               | 43               | 112              | 24               | 3 | 8                    | 11                   | 35                   |                      |                      |
| 2008-2009  | Thrashers d'Atlanta           | LNH        | 53 | 4                | 8                | 12               | 50               | -                | - | -                    | -                    | -                    |                      |                      |
| 2009-2010  | Wolves de Chicago             | LAH        | 43 | 7                | 16               | 23               | 96               | 14               | 2 | 8                    | 10                   | 8                    |                      |                      |
| 2009-2010  | Ducks d'Anaheim               | LNH        | 3  | 0                | 0                | 0                | 2                | -                | - | -                    | -                    | -                    |                      |                      |
| 2010-2011  | Rivermen de Peoria            | LAH        | 61 | 15               | 30               | 45               | 125              | 4                | 1 | 1                    | 2                    | 7                    |                      |                      |
| 2010-2011  | Blues de Saint-Louis          | LNH        | 9  | 1                | 2                | 3                | 9                | -                | - | -                    | -                    | -                    |                      |                      |
| 2011-2012  | Pirates de Portland           | LAH        | 60 | 11               | 32               | 43               | 107              | -                | - | -                    | -                    | -                    |                      |                      |
| 2012-2013  | HC Lev Prague                 | KHL        | 43 | 3                | 6                | 9                | 42               | 4                | 0 | 3                    | 3                    | 2                    |                      |                      |
| 2013-2014  | HC Lev Prague                 | KHL        | 43 | 2                | 14               | 16               | 36               | 22               | 4 | 7                    | 11                   | 10                   |                      |                      |
| 2014-2015  | Falcons de Springfield        | LAH        | 12 | 1                | 3                | 4                | 4                | -                | - | -                    | -                    | -                    |                      |                      |
| 2015-2016  | Jackals d'Elmira              | ECHL       | 48 | 3                | 15               | 18               | 33               | -                | - | -                    | -                    | -                    |                      |                      |
| Totaux LNH | Totaux LNH                    | Totaux LNH | 65 | 5                | 10               | 15               | 61               | -                | - | -                    | -                    | -                    |                      |                      |

## Trophées et honneurs personnels
- Central Collegiate Hockey Association
  - 2004 : nommé dans la 2e équipe d'étoiles
  - 2005 et 2006 : nommé dans la 1re équipe d'étoiles
- National Collegiate Athletic Association
  - 2006 : nommé dans la 2e équipe d'étoiles américaine de l'association de l'Ouest
- Ligue américaine de hockey
  - 2007 : nommé dans l'équipe d'étoiles des recrues
  - 2007 : nommé dans la 2e équipe d'étoiles
  - 2008 : remporta la Coupe Calder avec les Wolves de Chicago
  - 2011 : sélectionné pour le Match des étoiles avec l'association de l'Ouest.

## Transactions en carrière
- 1er mars 2010 : échangé par les Thrashers avec un choix conditionnel au repêchage de 2011 aux Ducks d'Anaheim en retour d'Ievgueni Artioukhine.